# 舎人駅

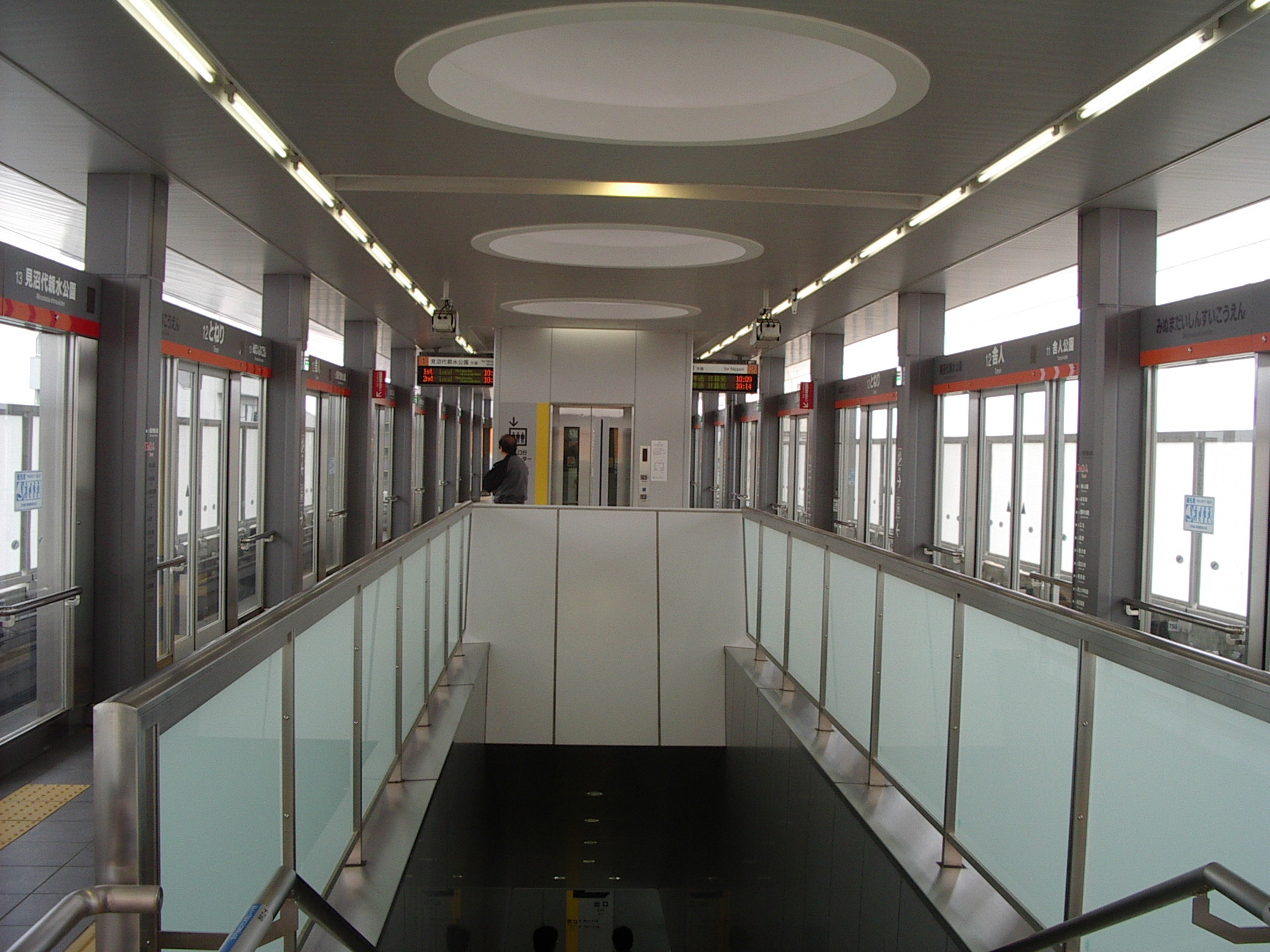
ホーム

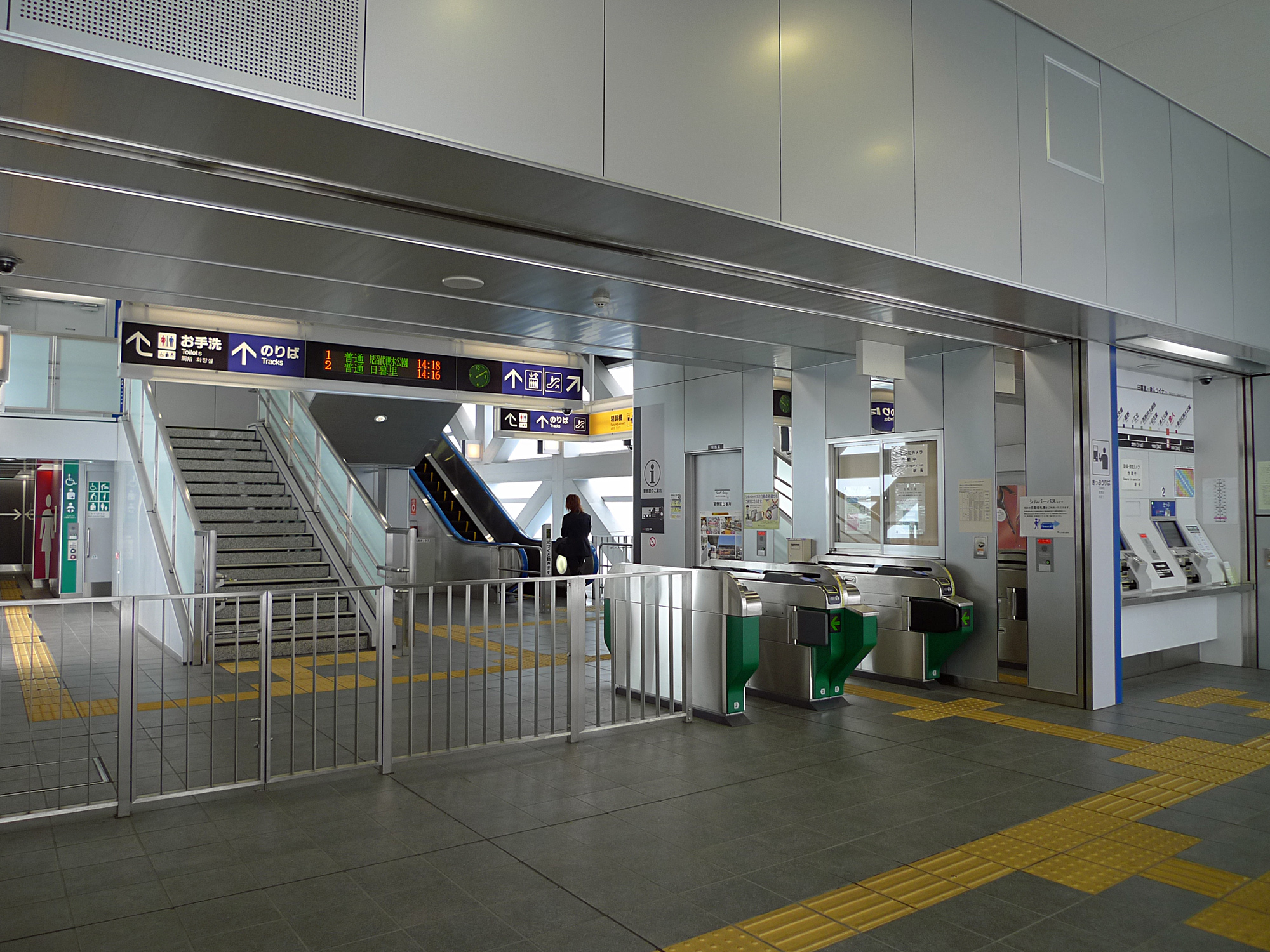
改札口

舎人駅（とねりえき）は、東京都足立区舎人一丁目にある、東京都交通局日暮里・舎人ライナーの駅である。難読駅として知られている。駅番号はNT 12。

## 歴史
- 2008年（平成20年）3月30日 - 開業[2][3]。

### 駅名について
建設時の仮称も舎人駅だったが、正式な駅名を決めるにあたって公募が行われた。その結果1位は720票の「足立入谷（あだちいりや）」駅で、2位の舎人駅は254票と圧倒的な差をつけられた。入谷とは、当駅の西側の地名で、古くからある名前であり、首都高速川口線の出入口名（足立入谷出入口）にもなっている。しかし、駅所在地が舎人一丁目であることなどから、足立区は仮称通りの「舎人」駅を推薦順位第1位とし、2006年11月13日に正式決定した。同じく公募結果に大差があって名称変更された西新井大師西駅とは対照的である。

## 駅構造
島式ホーム1面2線を有する高架駅である。

### のりば
| 番線 | 路線                 | 行先               |
| ---- | -------------------- | ------------------ |
| 1    | 日暮里・舎人ライナー | 見沼代親水公園方面 |
| 2    | 日暮里・舎人ライナー | 日暮里方面         |

## 利用状況
2023年（令和5年）度の1日平均乗降人員は9,1450人（乗車人員：4,583人、降車人員：4,562人）である。日暮里・舎人ライナー13駅中第8位。
開業以来の1日平均乗降・乗車人員推移は下表の通りである。
| 年度               | 1日平均 乗降人員 | 1日平均 乗車人員 | 出典     |
| ------------------ | ---------------- | ---------------- | -------- |
| 2007年（平成19年） |                  | 3,768            | [ * 1 ]  |
| 2008年（平成20年） | 3,954            | 1,955            | [ * 2 ]  |
| 2009年（平成21年） | 4,642            | 2,334            | [ * 3 ]  |
| 2010年（平成22年） | 5,049            | 2,539            | [ * 4 ]  |
| 2011年（平成23年） | 5,426            | 2,724            | [ * 5 ]  |
| 2012年（平成24年） | 5,689            | 2,863            | [ * 6 ]  |
| 2013年（平成25年） | 6,190            | 3,113            | [ * 7 ]  |
| 2014年（平成26年） | 6,302            | 3,323            | [ * 8 ]  |
| 2015年（平成27年） | 7,006            | 3,519            | [ * 9 ]  |
| 2016年（平成28年） | 7,370            | 3,698            | [ * 10 ] |
| 2017年（平成29年） | 8,173            | 4,109            | [ * 11 ] |
| 2018年（平成30年） | 8,513            | 4,275            | [ * 12 ] |
| 2019年（令和元年） | 8,733            | 4,386            | [ * 13 ] |
| 2020年（令和02年） | 7,174            | 3,593            |          |
| 2021年（令和03年） | 7,753            | 3,884            |          |
| 2022年（令和04年） | 8,480            | 4,255            |          |
| 2023年（令和05年） | 9,145            | 4,583            |          |

備考
1. ↑  2008年3月30日開業。開業日から同年3月31日までの計2日間を集計したデータ[11]。

## 駅周辺
- 埼玉県道・東京都道104号川口草加線
- スタジオアリス足立舎人店
- 足立古千谷郵便局
- 舎人住区センター
- 足立区立入谷南中学校
- 足立区立舎人小学校

## バス路線
最寄り停留所は、舎人駅、入谷一丁目、中入谷となる。以下の路線が乗り入れ、国際興業、東武バスセントラル、東京都交通局により運行されている。
舎人駅
- 川14・川14-2系統：川口駅東口行（国際）

入谷一丁目
- 里48系統：見沼代親水公園駅前行／日暮里駅前行（都営）※平日のみ運行
- 竹08系統：放射11号循環竹の塚駅西口行（東武）
- 川14系統：川口駅東口行（国際）

中入谷
- 竹01系統：入谷循環竹の塚駅西口行（東武）
- 竹02系統：入谷舎人循環竹の塚駅西口行（東武）
- 西03系統：西新井駅行／流通センター行（東武）
- 里48系統：見沼代親水公園駅前行／日暮里駅前行（都営）※平日のみ運行
- 川14系統：川口駅東口行（国際）

## 隣の駅
東京都交通局
 日暮里・舎人ライナー
舎人公園駅 (NT 11) - 舎人駅 (NT 12) - 見沼代親水公園駅 (NT 13)